# Karolina Pęk
Karolina Pęk (* 8. Februar 1998 in Nowa Dęba) ist eine polnische Para-Tischtennisspielerin, die in der Wettkampfklasse TT 9 antritt. Sie nahm zweimal an den Paralympischen Spielen teil und ist mehrfache Medaillengewinnerin bei Welt- sowie Europameisterschaften.
Pęk begann im Alter von neun Jahren mit dem Tischtennissport. Ihr erster Trainer war Jerzy Baran. Ihr erster Verein war der Jezioro Tarnobrzeg, wo sie dann einige Zeit von Jacek Lachor trainiert wurde. Seit der Saison 2014/15 ist sie für den KS Bronowianka II Krakau aktiv.

## Titel und Erfolge im Überblick

### Paralympische Spiele
- 2012 in London: Bronze in der Mannschaftsklasse 6–10
- 2016 in Rio de Janeiro: Bronze in der Einzelklasse 9, Gold in der Mannschaftsklasse 6–10
- 2020 in Tokyo: Bronze in der Einzelklasse 9, Gold in der Mannschaftsklasse 9–10

### Europameisterschaften
- 2011 in Split: Silber in der Mannschaftsklasse 9–10
- 2013 in Lignano: Bronze in der Einzelklasse 9
- 2015 in Vejle: Silber in der Einzelklasse 9, Gold in der Mannschaftsklasse 9–10
- 2017 in Lasko: Silber in der Einzelklasse 9, Bronze in der Mannschaftsklasse 9–10
- 2019 in Helsingborg: Silber in der Einzelklasse 9, Silber in der Mannschaftsklasse 9–10

### Weltmeisterschaften
- 2014 in Peking: Silber in der Mannschaftsklasse 9–10
- 2018 in Lasko: Silber in der Einzelklasse 9